# Omne datum optimum

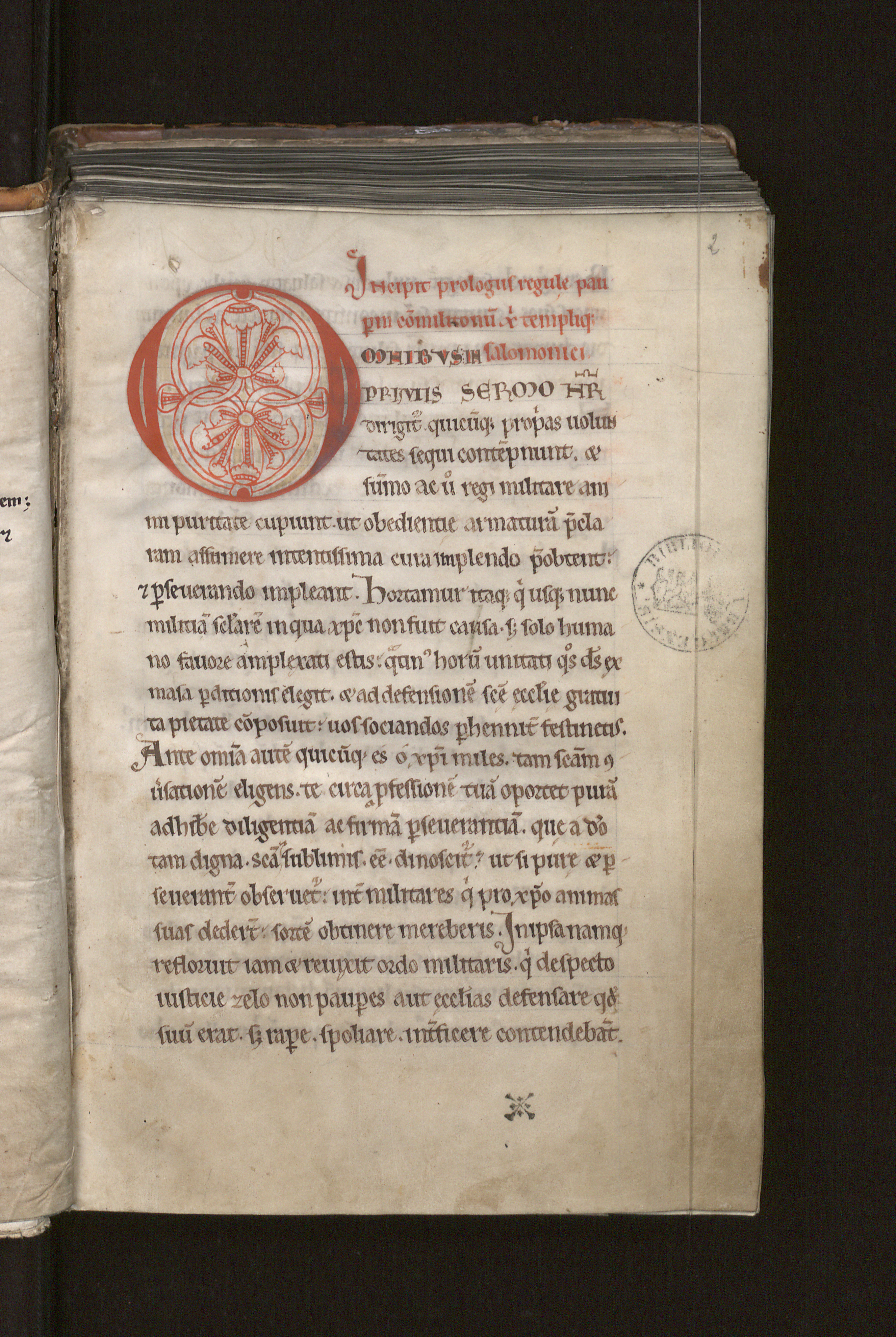
Début du prologue de la règle de l'ordre du Temple. Bibliothèque de Bruges.

La bulle pontificale Omne datum optimum est promulguée le 29 mars 1139 par le pape Innocent II. Elle officialise l'ordre du Temple et reconnaît sa règle, accorde à ses membres tout butin conquis sur les Sarrasins en Terre sainte et place l'ordre et ses maisons sous la protection directe du Saint-Siège. 
Elle les libère du même coup du paiement de la dîme — tout en leur accordant la jouissance des dîmes qui leur auront été données en accord avec les évêques — et de tout hommage. Un hommage étant un acte de soumission, les Templiers, relevant directement de l'autorité papale, ne pouvaient contracter hommage envers un seigneur, qui était un laïc.
La présence d'un prêtre dans chaque maison fut autorisée par cette bulle, en même temps que fut réalisée l'attribution à l'Ordre d'oratoires et de sépultures qui lui soient propres.
Les dirigeants eurent désormais la possibilité d'expulser les membres indignes ou inutiles. L'élection d'un maître étranger à l'Ordre fut prohibée, au même titre que l'attribution de statuts à un membre sans l'accord d'un maître et du chapitre.
Les premiers mots du texte latin, qui donnent son titre à la bulle, sont tirés de l'Épître de Jacques [Jc 1:17] : 
« Tout don de valeur [omne datum optimum] et tout cadeau parfait descendent d’en haut, du Père des lumières, chez lequel il n’y a ni changement ni ombre de variation. »
(cf. Épître de Jacques sur Wikisource, ) Jc 1 17

## Extrait de la bulle
« Nous vous exhortons à combattre avec ardeur les ennemis de la croix, et en signe de récompense, Nous vous permettons de garder pour vous tout le butin que vous aurez pris aux Sarrasins sans que personne ait le droit de vous en réclamer une part. Et nous déclarons que votre maison, avec toutes ses possessions acquises par la libéralité des princes, demeure sous la protection et la tutelle du Saint-Siège. »
« Nous prohibons à toute personne d’exiger de vous des serments ou des hommages tels qu’ils se pratiquent parmi les gens du siècle. Nous défendons aussi à vos frères d’abandonner l’habit de votre maison ou de se rendre dans un autre ordre sans la permission du maître et du chapitre. Personne ne peut vous forcer à payer les dîmes, mais Nous vous confirmons la possession et la jouissance des dîmes qui vous auront été données avec l’assentiment des évêques. Afin que vous ayez la plénitude du salut et du soin de vos âmes, vous pouvez adjoindre à votre collège des clercs et des prêtres, pour la célébration des offices divins et pour donner le sacrement ecclésiastique. Vous pourrez les recevoir sans l’assentiment des évêques du diocèse, mais par l’autorité de la sainte église de Rome. Avant d’entrer dans votre maison, les clercs devront faire un an de probation et, s’ils se montrent des fauteurs de trouble ou seulement inutiles à la maison, vous pourrez les renvoyer et en choisir de meilleurs. Ils ne devront pas se mêler du gouvernement de votre maison, si ce n’est avec l’assentiment du maître. Ils ont la charge du soin des âmes. Ils ne sont assujettis à personne, sinon au chapitre. Ils te doivent obéissance, cher fils Robert, ainsi qu’à tes successeurs. En dehors des réserves que Nous formulons au droit des évêques, en ce qui concerne les dîmes, les offrandes et les sépultures, Nous vous concédons la faculté de construire des oratoires dans tous les lieux rattachés au temple, afin que vous et vos familiers puissiez entendre les offices et y être enterrés car il est mauvais, pour votre conversion des mœurs, que les frères du temple, en allant à l’église se mêlent à la tourbe des pêcheurs et des fréquentateurs de femmes. »